# Blackeberg (Stockholms tunnelbana)
Blackeberg ist eine oberirdische Station der Stockholmer U-Bahn. Sie befindet sich im gleichnamigen Stadtteil Blackeberg. Die Station wird von der Gröna linjen des Stockholmer U-Bahn-Systems bedient. Sie gehört zu den eher mäßig frequentierten Stationen des U-Bahn-Netzes. An einem normalen Werktag steigen 4.700 Pendler hier zu.
Die Station wurde am 26. Oktober 1952 in Betrieb genommen, als der U-Bahn-Abschnitt Hötorget–Vällingby eingeweiht wurde. Die Bahnsteige befinden sich oberirdisch in Hochlage, zum Teil auch im Blackebergtunnel, welcher ca. 600 m lang ist und Richtung der Station Islandstorget führt. Die Station liegt zwischen den Stationen Islandstorget und Råcksta. Bis zum Stockholmer Hauptbahnhof sind es etwa 9,5 Kilometer.

## Reisezeit
| Linie | bis Station     | Reisezeit | bis Station                                  | Reisezeit                         |
| T19   | Hässelby strand | 8 min     | Åkeshov Alvik T-Centralen Gamla stan Slussen | 6 min 13 min 26 min 27 min 29 min |
| T19   | Hagsätra        | 49 min    | Åkeshov Alvik T-Centralen Gamla stan Slussen | 6 min 13 min 26 min 27 min 29 min |